# Wasps Rugby Football Club
Il Wasps Rugby Football Club era un club britannico di rugby a 15 con sede legale a Coventry, affiliato alla Rugby Football Union, che milita nella Premiership.

## Storia
La sua nascita deriva dalla prima squadra maschile inglese che era chiamata Wasps Football Club, e che venne fondata nel 1867 alla oggigiorno defunta Eton and Middlesex Tavern nel quartiere North London di Londra; gli Wasps vennero creati da una suddivisione di una precedente società, che oltre a questi determinò la fondazione degli Harlequins. I London Wasps, pur essendo la seconda società più vecchia d'Inghilterra, stanno raccogliendo molti successi solamente in anni recenti, conquistando vittorie specialmente in Heineken Cup e nella English Premiership.
Nel 2023 è stato retrocesso nell'ultima divisione del rugby inglese.

## Palmarès
- Premiership: 6
1989-90, 1996-97, 2002-03, 2003-04, 2004-05, 2007-08
- Coppe Anglo-Gallesi: 2
1998-99, 1999-2000.
- Heineken Cup: 2
2003-04, 2006-07.
- Challenge Cup: 1
2002-03.